# Heliocontia pyralidia
Heliocontia pyralidia là một loài bướm đêm trong họ Noctuidae.